# Rustenburg (gemeente in Zuid-Afrika)
Rustenburg is een gemeente aan de voet van de Magaliesberg in de provincie Noordwest in Zuid-Afrika. De gemeente, in het district Bojanala, telt 549.575 inwoners. Hoofdplaats is de gelijknamige stad. De stad ligt zo'n 112 kilometer ten noorden van Johannesburg en is een van de snelstgroeiende steden in het land. Ze staat onder andere bekend voor haar aangename klimaat.
In de stad is het Royal Bafokeng Stadion met 40.000 zitplaatsen gelegen. Dit stadion werd gebruikt tijdens het WK voetbal 2010, onder andere voor de achtste finale tussen de Verenigde Staten en Ghana. Het Engels voetbalelftal gebruikte het op dat ogenblik als thuisbasis voor de trainingen.

## Hoofdplaatsen
Het nationaal instituut voor de statistiek, Stats SA, deelt sinds de census 2011 de gemeente in 68 zogenaamde hoofdplaatsen (main place) in :
Bala • Berseba • Bethanie • Boekenhoutfontein • Boitekong • Bokamoso • Boschhoek • Buffelsfontein • Chaneng • Delela • Diepkuil • Elandsfontein • Freedom Park • Frischgewaagd • GaLuka • Ga-Mogajane • Hartbeestfontein A • Jabula • Kana • Kopman • Lekgalong • Lekojaneng • Lesung • Mabitse • Mafika • Maile • Makolokwe • Mamerotse • Mamitloana • Marikana • Mathopestad A • Mathopestad B • Maumong • Meriting • Mfidikoe • Mmaditlhokwa • Modikwe • Mogono • Molote • Monakato • Mosonthal-Marubitshi • Oorzaak • Paardekraal Platinum Mine • Phatsima A • Phatsima B • Phokeng • Photshaneng • Phula Mine • Popo Molefe • Rankelenyane • Rasimone • Retief • Robega • Rustenburg • Rustenburg NU • Seraleng • Serutube • Setlhokwe • Tantanana • Thabaneng • Thekwane • Tlapa • Tlaseng • Tlhabane • Tsitsing • Waterkloof • Waterval • Wildebeesfontein.